# Carl von Wulffen
Carl von Wulffen (* 1. Dezember 1785 auf dem Gut Wuticke bei Kyritz (Brandenburg); † 23. April 1853 in Pietzpuhl bei Magdeburg) war ein deutscher Landwirt, Gutsbesitzer und Agrarwissenschaftler. Er prägte 1818 den Begriff von der „Statik des Landbaus“ und entwickelte die Lehre vom Gleichgewicht zwischen dem Nährstoffentzug der Böden durch die angebauten Kulturpflanzen und der Nährstoffzufuhr durch Düngung zu einem umfassenden agrarwissenschaftlichen Denkgebäude.

## Leben und Wirken
Carl von Wulffen, Sohn des Carl von Wulffens, Rittergutsbesitzers und seiner Gemahlin Henriette geb. von Nimschewsky, diente von 1800 bis 1806 als Junker in einem Regiment in Potsdam, absolvierte anschließend eine praktische landwirtschaftliche Ausbildung und besuchte seit 1808 das Lehrinstitut Albrecht Daniel Thaers in Möglin. 1810 unternahm er eine fast einjährige Reise durch Süddeutschland, die Schweiz, Frankreich und die Niederlande, wo er eingehend die lokalen Bewirtschaftungsmethoden im Landbau studierte. In Frankreich lernte er den Anbau der Weißen Lupine als Gründüngungspflanze kennen. Von 1813 bis 1815 nahm er an den Freiheitskämpfen teil, zuletzt als Bataillonskommandeur. Nach der endgültigen Niederlage Napoleons schied er aus dem Militärdienst aus und bewirtschaftete fortan die Familiengüter Grabow und Pietzpuhl.
Auf dem Gut Pietzpuhl, das 1828 durch Erbgang in seinen Besitz gelangte, hat Wulffen mit Anbauversuchen aufgezeigt, wie durch Lupinen-Gründüngung die Bodenfruchtbarkeit von Sandböden verbessert und damit die Ernteerträge erheblich gesteigert werden können. Seine Schrift Ueber den Anbau der weissen Lupine im nördlichen Deutschland (1828) beschleunigte die Einführung des Lupinenanbaus in der Mark Brandenburg. Auch mit dem Anbau von Topinambur und Schafschwingel erwarb sich Wulffen als innovativer Landwirt große Verdienste. Auf seinem Gut legte er auch den Schlosspark Pietzpuhl im Stil eines englischen Landschaftsparks an.
Als landwirtschaftlicher Theoretiker wurde Wulffen vor allem bekannt durch seine Beiträge über die Statik des Landbaus, der Lehre vom Gleichgewicht zwischen dem Nährstoffentzug der Böden durch die angebauten Feldfrüchte und der Nährstoffzufuhr durch Düngung. Erste Konzepte einer Statik-Lehre hatte vor 1810 Albrecht Daniel Thaer erarbeitet. Wulffen beschäftigte sich intensiv auf den Feldzügen 1813 und 1814 mit dieser Thematik. Seine Schrift Versuch einer Theorie über das Verhältniß der Ernten zu dem Vermögen und der Kraft des Bodens, über seine Bereicherung und Erschöpfung (1815) wurde von Thaer in den „Möglinschen Annalen der Landwirthschaft“ (Bd. 1, 1817) äußerst günstig besprochen. Daraufhin veröffentlichte Wulffen in derselben Zeitschrift (Bd. 2, 1818) einen Beitrag, in dem er erstmals den Begriff „Statik des Landbaus“ verwendete.
Die komplexen Zusammenhänge eines Gleichgewichtszustandes zwischen Nährstoffentzug und Nährstoffzufuhr in landwirtschaftlichen Betrieben hat Wulffen in seinen „Ideen zur Grundlage einer Statik des Landbaues“ (Möglinsche Annalen der Landwirthschaft Bd. 11, 1823) mathematisch formuliert. Er unterschied dabei zwischen drei Faktoren, die die Ernteerträge beeinflussen und bezeichnete diese als Reichtum, Fruchtbarkeit und Tätigkeit (Kraft) des Bodens. Unter Reichtum verstand er die noch nicht unmittelbar pflanzenverfügbaren Nährstoffe, unter Fruchtbarkeit die pflanzenverfügbaren Nährstoffe und unter Tätigkeit das Vermögen des Bodens, den Reichtum in Fruchtbarkeit zu überführen. Nach dieser Theorie ist die Fruchtbarkeit eines Bodens ein Produkt aus Reichtum und Tätigkeit.
Später hat Wulffen durch eigene Feldversuche Reichtum und Tätigkeit unterschiedlicher Ackerböden berechnet. Die Ergebnisse aus diesen Versuchen hat er in den beiden, teilweise stark mathematisch konzipierten Büchern Die Vorschule der Statik des Landbaues (1830) und Entwurf einer Methodik zur Berechnung der Feldsysteme (1847) veröffentlicht. Daraus entwickelte Wulffen sein umfassendes „Lehrgebäude der Statik“ (Lehre von der Statik des Landbaues). Seine Ideen blieben nicht ohne Widerspruch, aber sie beeinflussten das landwirtschaftliche Denken innerhalb der Agrarwissenschaften bis in die Gegenwart.

## Wichtigste Publikationen
- Versuch einer Theorie über das Verhältniß der Ernten zu dem Vermögen und der Kraft des Bodens, über seine Bereicherung und Erschöpfung. Maurers Verlag Berlin 1815.
- Sendschreiben an den Herrn Staatsrath Thaer über die Statik des Landbaues. In: Möglinsche Annalen der Landwirthschaft Bd. 2, 1818, S. 238–265.
- Ideen zur Grundlage einer Statik des Landbaues. In: Möglinsche Annalen der Landwirthschaft Bd. 11, 1823, S. 389–465.
- Ueber den Anbau der weissen Lupine im nördlichen Deutschland. Verlag Heinrichshofen Magdeburg 1828.
- Die Vorschule der Statik des Landbaues. Verlag Heinrichshofen Magdeburg 1830.
- Entwurf einer Methodik zur Berechnung der Feldsysteme. Verlag Veit & Co. Berlin 1847.